# Coppa Intercontinentale 2019 (calcio a 5)
La Coppa Intercontinentale 2019 di calcio a 5 è la 13ª edizione della competizione ufficialmente riconosciuta dalla FIFA. Tutte le gare previste sono disputate a Bangkok, in Thailandia, dal 26 agosto al 1º settembre 2019.

## Squadre partecipanti
Tutte le nazioni che partecipano schierano una sola squadra tranne Brasile e Spagna, per un totale di 9 squadre.

### Lista
I club sono stati ordinati in base al ranking della nazionale.

| Rank | Squadra       | Urna |
| ---- | ------------- | ---- |
| 1/H  | Chonburi      | 1    |
| 2/TH | Magnus        | 1    |
| 3    | Barcellona    | 1    |
| 4    | Corinthians   | 2    |
| 5    | ElPozo Murcia | 2    |
| 6    | Boca Juniors  | 2    |
| 7    | Mes Sungun    | 3    |
| 8    | Feth          | 3    |
| 9    | Shenzhen      | 3    |

Note
- (TH) – Squadra campione in carica
- (H) – Squadra ospitante

### Formula
Le 9 squadre si affrontano in tre gironi da tre, sorteggiati il 9 luglio. Le prime di ogni girone e la migliore seconda accedono alla fase finale ad eliminazione diretta.

## Fase a gironi

### Gruppo A
| Squadra      | P.ti | G | V | N | P | GF | GS | DR |
| ------------ | ---- | - | - | - | - | -- | -- | -- |
| Boca Juniors | 6    | 2 | 2 | 0 | 0 | 8  | 3  | +5 |
| Chonburi     | 3    | 2 | 1 | 0 | 1 | 7  | 7  | 0  |
| Feth         | 0    | 2 | 0 | 0 | 2 | 2  | 7  | -5 |

| Bangkok 26 agosto 2019, ore 12:00 | Chonburi | 4 – 2 (3-1) referto | Feth | Bangkok Futsal Arena |

| Bangkok 27 agosto 2019, ore 12:00 | Feth | 0 – 3 (1-0) referto | Boca Juniors | Bangkok Futsal Arena |

| Bangkok 28 agosto 2019, ore 12:00 | Boca Juniors | 5 – 3 (3-1) referto | Chonburi | Bangkok Futsal Arena |

### Gruppo B
| Squadra     | P.ti | G | V | N | P | GF | GS | DR |
| ----------- | ---- | - | - | - | - | -- | -- | -- |
| Barcellona  | 4    | 2 | 1 | 1 | 0 | 5  | 2  | +3 |
| Corinthians | 4    | 2 | 1 | 1 | 0 | 4  | 2  | +2 |
| Shenzhen    | 0    | 2 | 0 | 0 | 2 | 2  | 7  | -5 |

| Bangkok 26 agosto 2019, ore 14:00 | Barcellona | 4 – 1 (2-0) referto | Shenzhen | Bangkok Futsal Arena |

| Bangkok 27 agosto 2019, ore 14:00 | Shenzhen | 1 – 3 (0-3) referto | Corinthians | Bangkok Futsal Arena |

| Bangkok 28 agosto 2019, ore 14:00 | Corinthians | 1 – 1 (0-0) referto | Barcellona | Bangkok Futsal Arena |

### Gruppo C
| Squadra       | P.ti | G | V | N | P | GF | GS | DR |
| ------------- | ---- | - | - | - | - | -- | -- | -- |
| Magnus        | 6    | 2 | 2 | 0 | 0 | 6  | 3  | +3 |
| ElPozo Murcia | 3    | 2 | 1 | 0 | 1 | 9  | 3  | +6 |
| Mes Sungun    | 0    | 2 | 0 | 0 | 2 | 1  | 10 | -9 |

| Bangkok 26 agosto 2019, ore 9:30 | Magnus | 3 – 1 (2-1) referto | Mes Sungun | Bangkok Futsal Arena |

| Bangkok 27 agosto 2019, ore 10:00 | Mes Sungun | 0 – 7 (0-3) referto | ElPozo Murcia | Bangkok Futsal Arena |

| Bangkok 28 agosto 2019, ore 10:00 | ElPozo Murcia | 2 – 3 (1-3) referto | Magnus | Bangkok Futsal Arena |

## Fase ad eliminazione diretta

### Tabellone
|  | Semifinali         | Semifinali         | Semifinali   |              |              | Finale          | Finale          | Finale          |  |
|  |                    |                    |              |              |              |                 |                 |                 |  |
|  | Boca Juniors (dts) | Boca Juniors (dts) | 3            |              |              |                 |                 |                 |  |
|  | Boca Juniors (dts) | Boca Juniors (dts) | 3            |              |              |                 |                 |                 |  |
|  | Barcellona         | Barcellona         | 1            |              |              |                 |                 |                 |  |
|  | Barcellona         | Barcellona         | 1            |              | Boca Juniors | Boca Juniors    | 2 (1)           |                 |  |
|  |                    |                    |              |              | Boca Juniors | Boca Juniors    | 2 (1)           |                 |  |
|  |                    |                    | Magnus (dcr) | Magnus (dcr) | 2 (3)        |                 |                 |                 |  |
|  | Magnus (dcr)       | Magnus (dcr)       | Magnus (dcr) | Magnus (dcr) | 2 (3)        | 1 (3)           |                 |                 |  |
|  | Magnus (dcr)       | Magnus (dcr)       |              |              |              | 1 (3)           |                 |                 |  |
|  | Corinthians        | Corinthians        | 1 (1)        |              |              | Finale 3º posto | Finale 3º posto | Finale 3º posto |  |
|  | Corinthians        | Corinthians        | 1 (1)        |              |              |                 |                 |                 |  |
|  |                    |                    |              |              |              |                 |                 |                 |  |
|  |                    |                    |              |              |              | Barcellona      | Barcellona      | 2               |  |
|  |                    |                    |              |              |              | Barcellona      | Barcellona      | 2               |  |
|  |                    |                    |              |              |              | Corinthians     | Corinthians     | 4               |  |

### Finale 8º posto
| Bangkok 29 agosto 2019, ore 14:30 | Feth | 2 – 4 (1-1) referto | Mes Sungun | Bangkok Futsal Arena |

### Finale 6º posto
| Bangkok 29 agosto 2019, ore 12:00 | Chonburi | 7 – 0 (3-0) referto | Shenzhen | Bangkok Futsal Arena |

### Semifinali
| Bangkok 31 agosto 2019, ore 10:00                       | Boca Juniors | 3 – 1 (d.t.s.) (0-0, 0-0, 0-0) referto | Barcellona | Bangkok Futsal Arena |
| Farach 47’ Basile 48’ Santos 50’ Marcatori 50’ Joselito |              |                                        |            |                      |
|                                                         |              |                                        |            |                      |
| Farach 47’ Basile 48’ Santos 50’                        | Marcatori    | 50’ Joselito                           |            |                      |

| Bangkok 31 agosto 2019, ore 13:00                                                     | Magnus               | 1 – 1 (d.t.s.) (1-0, 1-1, 1-1) referto | Corinthians | Bangkok Futsal Arena |
| Leozinho 22’ Marcatori 40’ Caio Rodrigo É. Lima Lino Tiri di rigore 3 – 1 Murilo Cruz |                      |                                        |             |                      |
|                                                                                       |                      |                                        |             |                      |
| Leozinho 22’                                                                          | Marcatori            | 40’ Caio                               |             |                      |
| Rodrigo É. Lima Lino                                                                  | Tiri di rigore 3 – 1 | Murilo Cruz                            |             |                      |

### Finale 3º posto
| Bangkok 1º settembre 2019, ore 10:00                                          | Barcellona | 2 – 4 (1-2) referto                           | Corinthians | Bangkok Futsal Arena |
| Ferrão 1’ Aicardo 21’ Marcatori 5’ Batalha 10’ Bernardo 37’ Murilo 40’ Schutt |            |                                               |             |                      |
|                                                                               |            |                                               |             |                      |
| Ferrão 1’ Aicardo 21’                                                         | Marcatori  | 5’ Batalha 10’ Bernardo 37’ Murilo 40’ Schutt |             |                      |

### Finale
| Bangkok 1º settembre 2019, ore 13:00                                                                                     | Boca Juniors         | 2 – 2 (d.t.s.) (2-1, 2-2, 2-2) referto | Magnus | Bangkok Futsal Arena |
| Rejala 8’ Farias 18’ ( aut. ) Marcatori 12’ Marinho 38’ Leozinho Basile Maina Tiri di rigore 1 – 3 Rodrigo Baron É. Lima |                      |                                        |        |                      |
| |                      |                                        |        |                      |
| Rejala 8’ Farias 18’ (aut.)                                                                                              | Marcatori            | 12’ Marinho 38’ Leozinho               |        |                      |
| Basile Maina | Tiri di rigore 1 – 3 | Rodrigo Baron É. Lima                  |        |                      |